# Robe de mariée de la reine Victoria

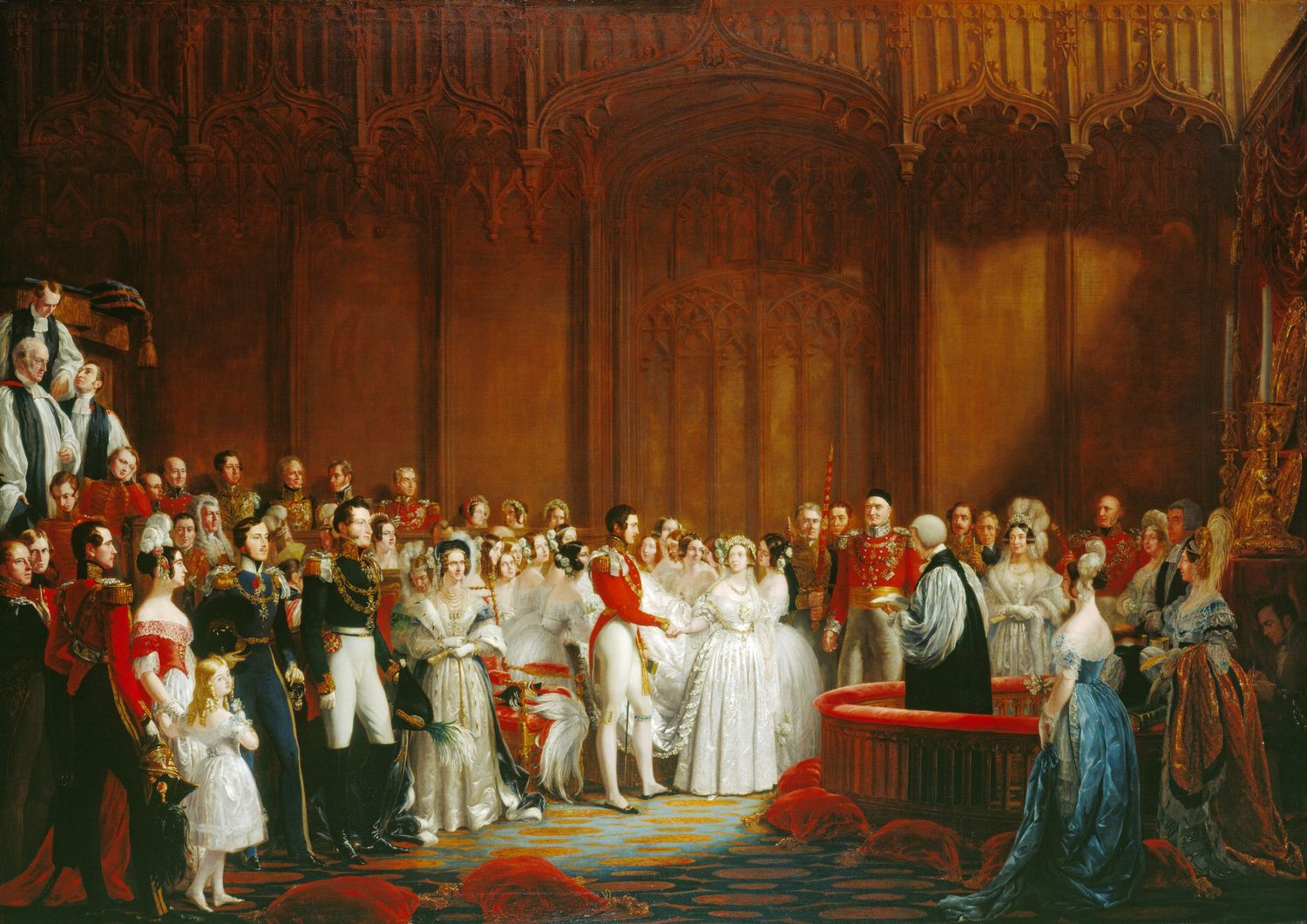
Le mariage de Victoria et Albert par George Hayter (1840-1842).

Victoria du Royaume-Uni épouse Albert de Saxe-Cobourg-Gotha le 10 février 1840. À cette occasion, elle porte une robe de mariée conçue par William Dyce, directeur de la Government School of Design (futur Royal College of Art), et réalisée par Mary Bettans.
Victoria choisit une simple robe blanche avec une jupe plissée (en) en satin de soie épais. Le choix du blanc est jugé très conservateur à une époque où les couleurs sont la norme, d'autant que la reine ne porte ni bijoux, ni velours, ni fourrure d’hermine, ni couronne. La dentelle de Honiton (en) utilisée pour la robe a dynamisé la dentellerie du Devon et a influencé l'habillement des mariages royaux ultérieurs. Bien qu'elle n'ait pas été la première à se marier en blanc, la tradition du mariage en blanc (en) lui est attribuée,.
Porter du blanc devient rapidement à la mode chez les mariées fortunées après le mariage de Victoria. Dix ans après les noces, le Godey's Lady's Book affirme que « la tradition a établi, depuis des âges immémoriaux, que le blanc était la teinte la plus appropriée, quel que soit le tissu. Il symbolise la pureté et l’innocence de la jeune fille, et le cœur pur qu’elle offre à celui qu’elle a choisi ». En réalité, le blanc est rarement porté par les mariées avant Victoria, et ne devient un choix de prédilection que plusieurs décennies plus tard.

## Design

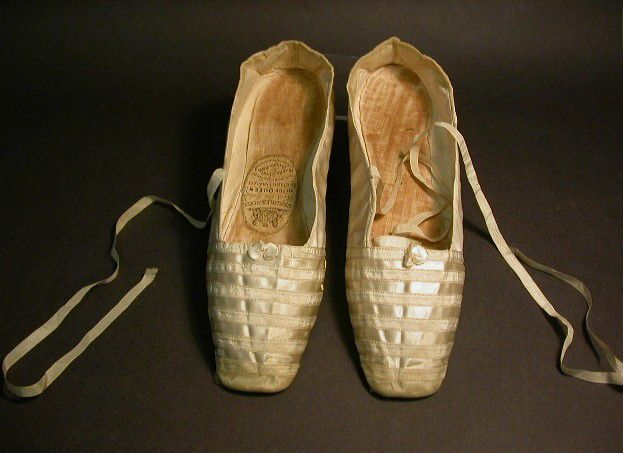
Les chaussures en satin portées par Victoria

### Citations originales
1. ↑  « Custom has decided, from the earliest ages, that white is the most fitting hue, whatever may be the material. It is an emblem of the purity and innocence of girlhood, and the unsullied heart she now yields to the chosen one. »